# Gujana na Mistrzostwach Świata w Lekkoatletyce 2011
Gujana na Mistrzostwach Świata w Lekkoatletyce 2011 reprezentowana była przez jedną zawodniczkę.

## Występy reprezentantów Gujany

### Kobiety

#### Konkurencje biegowe
| Konkurencja   | Zawodnik      | Runda 1  | Runda 1 | Runda 2  | Runda 2 | Półfinał | Półfinał | Finał    | Finał   |
| Konkurencja   | Zawodnik      | Rezultat | Pozycja | Rezultat | Pozycja | Rezultat | Pozycja  | Rezultat | Pozycja |
| ------------- | ------------- | -------- | ------- | -------- | ------- | -------- | -------- | -------- | ------- |
| Bieg na 400 m | Aliann Pompey |          |         | 53,59    | 25      |          |          |          |         |